# Boucardicus
Boucardicus là một chi ốc có nắp, là động vật thân mềm chân bụng sống trên cạn thuộc họ Cyclophoridae.

## Các loài
Các loài thuộc chi Boucardicus bao gồm:
- Boucardicus albocinctus
- Boucardicus antiquus
- Boucardicus carylae
- Boucardicus culminans
- Boucardicus curvifolius
- Boucardicus delicatus
- Boucardicus divei
- Boucardicus esetrae
- Boucardicus fidimananai
- Boucardicus fortistriatus
- Boucardicus magnilobatus
- Boucardicus mahermanae
- Boucardicus rakotoarisoni
- Boucardicus randalanai
- Boucardicus simplex
- Boucardicus tridentatus
- Boucardicus victorhernandezi
- Boucardicus anjarae[2]
- Boucardicus avo[2]
- Boucardicus hetra[2]
- Boucardicus lalinify[2]
- Boucardicus mahavariana[2]
- Boucardicus matoatoa[2]
- Boucardicus menoi[2]
- Boucardicus peggyae[2]
- Boucardicus pulchellus[2]
- Boucardicus tantelyae[2]